# Биджи Биджи
Биджи Биджи (тур. Bici Bici muhallebisi) — лёгкий турецкий холодный десерт из молотого льда, кукурузного крахмала, розовой водички, сиропа, с добавлением фруктов. Ярко красный цвет достигается за счет пищевого красителя. Популярен в Турции в жаркие летние месяцы, особенно в Средиземноморском регионе. Название десерта происходит от звука, издаваемого при сдавливании крахмала между пальцами. Продается как уличными торговцами в передвижных лотках, так и в кафе и ресторанах.
Аданский вариант десерта  был зарегистрирован Турецким агентством по патентам и товарным знакам.

## Приготовление
Процесс приготовления десерта начинается с варки крахмала c последующим его охлаждением и нарезанием на кубики - эта твёрдая часть десерта и называется биджи. Кубики из крахмала посыпаются молотым льдом, и поливаются сиропом, сделанным, как правило, из сахарной пудры, красного красителя и розовой воды. Лёд должен быть помолот достаточно мелко, чтобы он сразу таял по рту и его не пришлось разжёвывать зубами. Сверху украшается фруктами, или сахарной пудрой.

## См.также
Дондурма